# Avenue Dorian
L'avenue Dorian est une voie du 12e arrondissement de Paris.

## Situation et accès

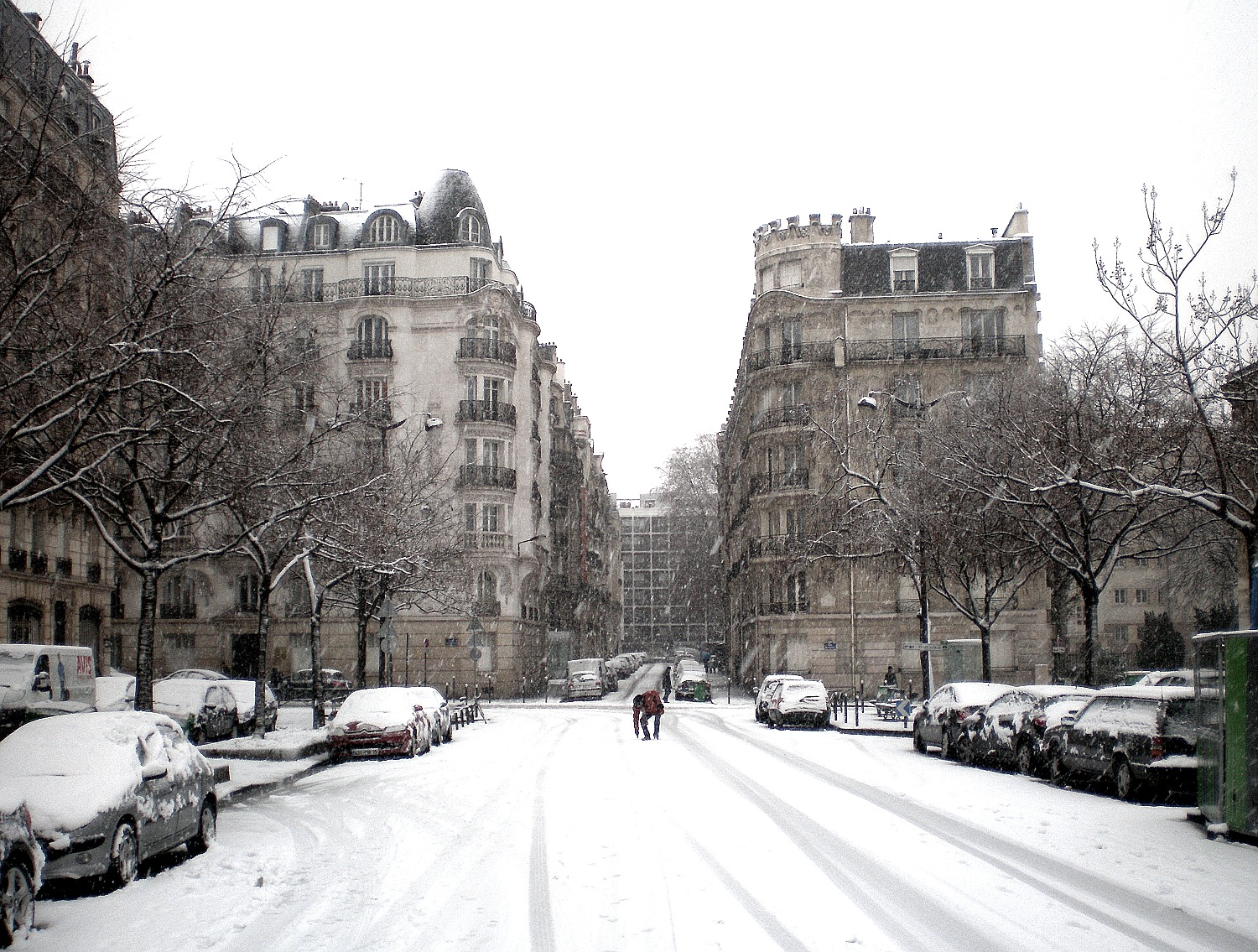
L'avenue sous la neige en décembre 2010 ; avenue vue en direction de la rue de Picpus.

Située dans le quartier de Picpus, elle débute au 9, rue de Picpus et se termine au 4, place de la Nation.
L'avenue Dorian est desservie par les lignes 1, 2, 6 et 9 à la station Nation.

## Origine du nom

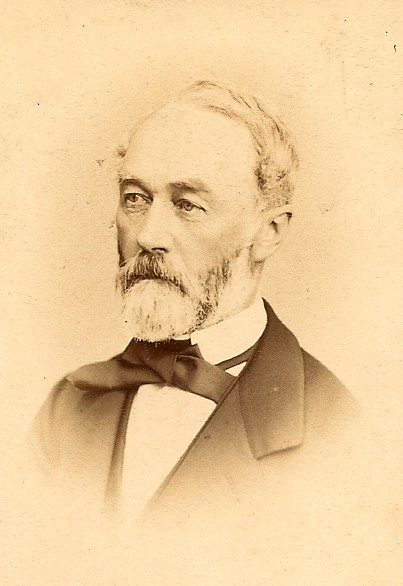
Pierre Frédéric Dorian.

La voie rend hommage à l'homme politique Pierre-Frédéric Dorian (1814-1873).

## Historique
Il s'agit de l'ancienne rue Dorian dont la partie située au-delà de la rue de Picpus est devenue une avenue donnant sur la place de la Nation. 

## Bâtiments remarquables et lieux de mémoire
- La rue débouche sur la place de la Nation.
- Le lycée Arago se trouve au niveau de la place.